# Аксаръёган
Аксаръёган (устар. Аксар-Юган, Ун-Аксар-Юган) — река в Берёзовском районе Ханты-Мансийского АО. Устье реки находится в 18 км по левому берегу Старотегинской протоки Малой Оби. Длина реки составляет 56 км.

## Притоки
- 13 км Ай-Аксаръёган (пр)

## Данные водного реестра
По данным государственного водного реестра России относится к Нижнеобскому бассейновому округу, водохозяйственный участок реки — Обь от впадения реки Северная Сосьва до города Салехард, речной подбассейн реки — бассейны притоков Оби ниже впадения Северной Сосьвы. Речной бассейн реки — (Нижняя) Обь от впадения Иртыша.